# Campeonato de España Universitario de Fútbol Masculino
El Campeonato de España Universitario de Fútbol Masculino es una competición de fútbol masculino organizada por el Consejo Superior de Deportes (CSD) y el Comité Español de Deporte Universitario (CEDU). Es la máxima competición de fútbol universitario en España.
La edición de 2012, cuya fase final organizó la Universidad Camilo José Cela, se disputó en la Ciudad del Fútbol de Las Rozas, donde la Universidad de Oviedo venció a la Universidad Católica de Valencia San Vicente Mártir por 6-2 en la final. En 2013 la fase final fue organizada por la Universidad de Almería en la Ciudad Deportiva de Los Ángeles, y la Universidad Católica San Antonio venció a la Universidad de Valencia por 2 a 0 en la final.

## Formato
- Las cinco comunidades autónomas de España con mayor número de universidades clasifican directamente para la fase final a sus equipos campeones. Las universidades clasificadas en primer lugar de las doce comunidades autónomas restantes y los segundos clasificados de las cuatro comunidades autónomas con más participación en cada deporte de los Campeonatos de España Universitarios, disputarán una fase interzonal. A criterio de la Comisión Permanente del CEDU, se establecen dos grupos de ocho universidades cada uno de los que salen las dos plazas que junto con el organizador y las cinco clasificadas directamente disputan la fase final del Campeonato de España Universitario de Fútbol.
- Si la Universidad organizadora forma parte de una comunidad autónoma que tiene más de una universidad, independientemente de su clasificación dentro de esa comunidad, no ocuparía lugar al pasar directamente a la fase final.

### Palmarés
Resultados de las últimas ediciones:
| Año  | Campeón                          | Marcador       | Finalista                         | Sede fase final                  |
| ---- | -------------------------------- | -------------- | --------------------------------- | -------------------------------- |
| 2024 | Universidad de Granada           | 3-0            | Universidad Pompeu Fabra          | Universidad de Granada           |
| 2022 | Universidad Católica San Antonio | 3-0            | Universidad de Deusto             | Universidad Católica San Antonio |
| 2021 | Universidad Católica San Antonio | 1-1 (penaltis) | Universidad de Almería            | Universidad Camilo José Cela     |
| 2019 | Universidad de Granada           | 1-0            | Universidad Alfonso X el sabio    | Universidad Jaime I              |
| 2018 | Universidad de Almería           | 1-0            | Universidad Politécnica de Madrid | Universidad de Jaén              |
| 2017 | Universidad Católica San Antonio | 2-1            | Universidad de Gerona             | Universidad Camilo José Cela     |
| 2016 | Universidad de Almería           | 1-0            | Universidad de Granada            | Universidad de Almería           |
| 2015 | Universidad de Almería           | 1-1 (penaltis) | Universidad de Extremadura        | Universidad de Extremadura       |
| 2014 | Universidad Católica San Antonio |                | Universidad Camilo José Cela      | Universidad Camilo José Cela     |
| 2013 | Universidad Católica San Antonio | 2-0            | Universidad de Valencia           | Universidad de Almería           |
| 2012 | Universidad de Oviedo            | 6-2 (Pr.)      | Universidad Católica de Valencia  | Universidad Camilo José Cela     |
| 2011 | Universidad de Oviedo            | 3-0            | Universidad Camilo José Cela      | Universidad de Granada           |
| 2010 | Universidad de Oviedo            | 3-0            | Universidad de Granada            | Universidad de Alicante          |
| 2009 | Universidad de Almería           | 1-0            | Universidad de Valladolid         | Universidad de Almería           |
| 2008 | Universidad Jaime I              | 1-0            | Universidad de Alicante           | Universidad Jaime I              |
| 2007 | Universidad de Salamanca         | 1-0            | Universidad Jaime I               | Universidad Católica San Antonio |
| 2006 | Universidad de Oviedo            | 2-1            | Universidad Pública de Navarra    | Universidad Camilo José Cela     |
| 2005 | Universidad Pública de Navarra   | 1-0            | Universidad Católica San Antonio  | Universidad de Málaga            |